# Une femme respectable
Pour plus de détails, voir Fiche technique et Distribution.
Une femme respectable est un film québécois réalisé par Bernard Émond sorti en 2023 et mettant en vedette Hélène Florent. Il s'agit d'une adaptation de la nouvelle Toute la vie, le coeur en peine de Luigi Pirandello, transposée dans la ville de Trois-Rivières au Québec.
Le film est dédié à la mémoire de Jean-Pierre St-Louis, le directeur de la photographie décédé en 2020 avec lequel le réalisateur a travaillé pour ses films Le Journal d'un vieil homme et Pour vivre ici.

## Synopsis
En 1931, Rose Lemay, femme issue de la petite bourgeoisie de Trois-Rivières, reçoit la visite de son avocat et du curé Latreille. Ceux-ci lui demandent de faire œuvre de charité en pardonnant son mari qui veut la revoir. Ce dernier l'a quitté il y a 11 ans et a refait sa vie avec une autre femme qui lui a donné trois filles. Elle accepte de le rencontrer mais exprime son refus de reprendre la vie conjugale. La rencontre se déroule bien. Quelques semaines plus tard, quand la mère des fillettes meurt de tuberculose, Rose comprend alors la raison de cette récente visite. Elle décide d'accueillir les fillettes dans sa maison où elle habite seule. Pour ne pas les séparer de leur père, elle accueille aussi ce dernier qui aura sa chambre à l'étage inférieur et qui ne devra pas introduire d'alcool dans la demeure.

## Fiche technique
Source : IMDb et Films du Québec
- Titre original : Une femme respectable
- Réalisation : Bernard Émond
- Scénario : Bernard Émond, adaptation d'une nouvelle de Luigi Pirandello, Toute la vie, le cœur en peine[2]
- Musique : Robert Marcel Lepage
- Direction artistique : Caroline Adler
- Costumes : Sophie Lefebvre
- Maquillage : Djina Caron (en)
- Coiffure : André Duval (en)
- Photographie : Nicolas Canniccioni (en)
- Son : Marcel Chouinard, Simon Gervais, Stéphane Bergeron
- Montage : Annie Jean
- Production : Bernadette Payeur
- Société de production : Association coopérative de productions audio-visuelles (ACPAV)
- Société de distribution : Maison 4:3
- Budget : 3 à 4 millions $ CA
- Pays de production :  Canada
- Tournage : 25 jours, du 22 février au 2 avril 2022 à Montréal (scènes intérieures) et à Trois-Rivières
- Langue originale : français
- Format : couleur — format d'image : 1.85:1
- Genre : drame
- Durée : 103 minutes
- Dates de sortie :
  - Allemagne : 28 juin 2023 (première au Festival du film de Munich)
  - Canada : 15 août 2023 ((première québécoise)[3]
  - Canada : 18 août 2023 (sortie en salle au Québec)
  - France : 5 mars 2025 (sortie en salle)
- Classification :
  - Québec : Visa général[4]

## Distribution
- Hélène Florent : Rose Lemay
- Martin Dubreuil : Paul Émile Lemay
- Paul Savoie : le curé Latreille
- Normand Canac-Marquis : le notaire Raymond
- Brigitte Lafleur : Mme Turpin
- Marilou Morin : Mary O'Reilly, mère des filles
- Juliette Maxyme Proulx : Claire Lemay (10 ans)
- Justine Grégoire : Thérèse Lemay (8 ans)
- Thalie Rhainds : Germaine Lemay (6 ans)
- Célia Gouin-Arsenault : Lise, la bonne

## Distinctions

### Nomination
- 2023 : Festival du film de Munich - meilleur film international